# لوتشيانو ألميدا
لوتشيانو ألميدا (بالبرتغالية: Luciano Almeida‏) (14 أبريل 1975 في البرازيل - ) هو لاعب كرة قدم برازيلي في مركز الدفاع. لعب مع بوتافوغو ريغاتاس ونادي إنترناسيونال ونادي بونتي بريتا ونادي جوفنتودي ونادي غوياس ونادي فيتوريا ونادي كريسيوما ونادي كاشياس دو سول ونادي أمريكا.

## وصلات خارجية
- لوتشيانو ألميدا على موقع قاعدة بيانات كرة القدم.إي يو (الإنجليزية)